# Calamarca (Perú)
Calamarca es una localidad peruana capital del Distrito de Calamarca de la Provincia de Julcán en el Departamento de La Libertad. Se ubica aproximadamente a unos 125 kilómetros al noreste de la ciudad de Trujillo.